# Фермата 2018
Четвъртият сезон на „Фермата“ стартира с 21 участници. Темата е „Фермата: Съединение“, а целта е да се съберат две групи българи: тези, избрали да градят живота си в чужбина, и българи, останали да живеят в България. Специален гост е Йордан Йовчев, който влиза в ролята на вдъхновител в предаването. За пореден трети сезон стопани на „Фермата“ са Благовеста и Николай Василеви. Снимачната площадка е до село Горна Диканя, обл. Перник. Наградата за победителя е 100 000 лева.
Епизодите на „Фермата: Съединение“ се излъчват от понеделник до петък от 21:00 до 22:30 часа, а всяка неделя има елиминационен дуел.

## Схема на сезона
| №  | Фермер на седмицата Имунитет | Имунитет от ратайство Битка            | Ратаи               | Елиминационен дуел   | Победител  | Отпаднал    | Други събития               |
| 1  | Георги                       | Калоян и Александра                    | Александър и Росица | Росица с/у Гергана   | Росица     | Гергана     | —                           |
| 2  | Милена                       | Дидо и Лилия                           | Нури и Радилена     | Радилена с/у Ива     | Радилена   | Ива и Йоана | Напуснал: Йордан Йовчев     |
| 3  | Радилена                     | Нури и Росица                          | Дидо и Нина         | Нина с/у Ваня        | Ваня       | Нина        | —                           |
| 4  | Нури                         | Ивайло и Лилия                         | Роман и Христина    | Роман с/у Цветан     | Роман      | Цветан      | —                           |
| 5  | Александра                   | Симеон и Милена                        | Георги и Христина   | Христина с/у Лилия   | Лилия      | Христина    | —                           |
| 6  | Ваня                         | Георги и Лилия                         | Нури и Росица       | Росица с/у Радилена  | Росица     | Радилена    | Напуснал: Ивайло Караньотов |
| 7  | Александър                   | Нури                                   | Калоян и Симеон     | Симеон с/у Калоян    | Симеон     | Калоян      | —                           |
| 8  | Митко                        | Нури и Милена                          | Симеон и Росица     | —                    | —          | —           | Втори шанс: Христина        |
| 9  | Христина                     | Нури и Лилия                           | Александър и Милена | Александър с/у Дидо  | Дидо       | Александър  | —                           |
| 10 | Роман                        | Георги, Нури, Симеон, Александра, Ваня | Митко и Христина    | Митко с/у Симеон     | Симеон     | Митко       | —                           |
| 11 | Росица                       | Георги и Милена                        | Роман и Александра  | Александра с/у Лилия | Александра | Лилия       | —                           |
| 12 | Георги                       | Нури и Христина                        | Симеон и Ваня       | Симеон с/у Дидо      | Дидо       | Симеон      | —                           |
| 13 | Дидо                         | Нури и Александра                      | Георги и Милена     | Милена с/у Ваня      | Ваня       | Милена      | Напуснала: Христина         |

### Последна седмица
| Елиминационен дуел    | Победител | Отпаднал   |
| Георги с/у Нури       | Нури      | Георги     |
| Александра с/у Росица | Росица    | Александра |
| Дидо с/у Нури         | Дидо      | Нури       |

Отпадналите и напусналите участници от „Фермата“ 4, избират чрез тайно гласуване първите двама, които отиват директно на финала – Ваня Стамболова и Роман Банев. Към тях се присъединяват Росица Йончева и Деян Каменов като победители от елиминационните дуели.

### Финал
Първа част
| Мъжки поток  | Битка №1 | Битка №2 | Зрителски Вот | Точки I част |
| Деян Каменов | 30       | 10       | 64 %          | 104          |
| Роман Банев  | 10       | 30       | 36 %          | 76           |

| Женски поток    | Битка №1 | Битка №2 | Зрителски Вот | Точки I част |
| Ваня Стамболова | 30       | 30       | 42 %          | 102          |
| Росица Йончева  | 10       | 10       | 58 %          | 78           |

Втора част
| Участник        | Битка №3 | Битка №4 | Зрителски Вот | Точки II част | Финал          |
| Деян Каменов    | 30       | 30       | 73 %          | 133           | 🥇 Първо място |
| Ваня Стамболова | 10       | 10       | 27 %          | 47            | 🥈 Второ място |
| Росица Йончева  | –        | –        | –             | –             | 🥉 Трето място |
| Роман Банев     | –        | –        | –             | –             | Четвърто място |

Два компонента определят победителя във „Фермата: Съединение“: Четири финални битки; Зрителски вот.
Финалът е разделен на две части. Мъжът или жената с най-много точки в края е победител във „Фермата“ 4.
- Финални битки: Всяка битка, първо място носи 30 точки, последно второ място 10 точки.
- Битка №1: Коване на мост – Деян Каменов, Ваня Стамболова
- Битка №2: Рязане на гредите на противника – Роман Банев, Ваня Стамболова
- Битка №3: Алманах – Деян Каменов
- Битка №4: Баланс и кутии – Деян Каменов
- Зрителски вот: Разпределят се общо 100 точки между двамата финалисти, в първа и втора част на финала, като 1 % = 1 точка от зрителската подкрепа.
- I част вот – Деян Каменов, Росица Йончева
- II част вот – Деян Каменов

Победител от четвърти сезон е Деян Каменов, който печели със 133 точки, втора е Ваня Стамболова с 47 т. Росица Йончева завършва на трето място, като събира 78 точки, при жени от битки и зрителски вот, четвърти остава Роман Банев, който събира при мъже, съответно 76 точки, и двамата финалисти отпадат преди втората част на финала.

### Участници
- Финално класиране:
- 1. Деян Каменов „Дидо“ (34, поп рок певец) (победител)
- 2. Ваня Стамболова (34, състезателка по лека атлетика)
- 3. Росица Йончева (35)
- 4. Роман Банев (26)
- 5. Нури Семерджиев (46)
- 6. Александра Пенова (25)
- 7. Георги Янков (29)
- 8. Милена Зарева (43)
- 9. Христина Харалампиева (29)
- 10. Симеон Томов (28)
- 11. Лилия Семкова (24)
- 12. Митко Тимчев (50)
- 13. Александър Масларов (38)
- 14. Калоян Златилов (21)
- 15. Радилена Миткова (25)
- 16. Ивайло Караньотов (60, бивш лекоатлет)
- 17. Цветан Ангелов (38)
- 18. Нина Гъдева (28)
- 19. Ива и Йоана Георгиеви (27)
- 20. Йордан Йовчев (45, бивш гимнастик) (специален гост)
- 21. Гергана Илиева (31)